# Georg Abraham von Arnim
Pour les articles homonymes, voir Arnim.

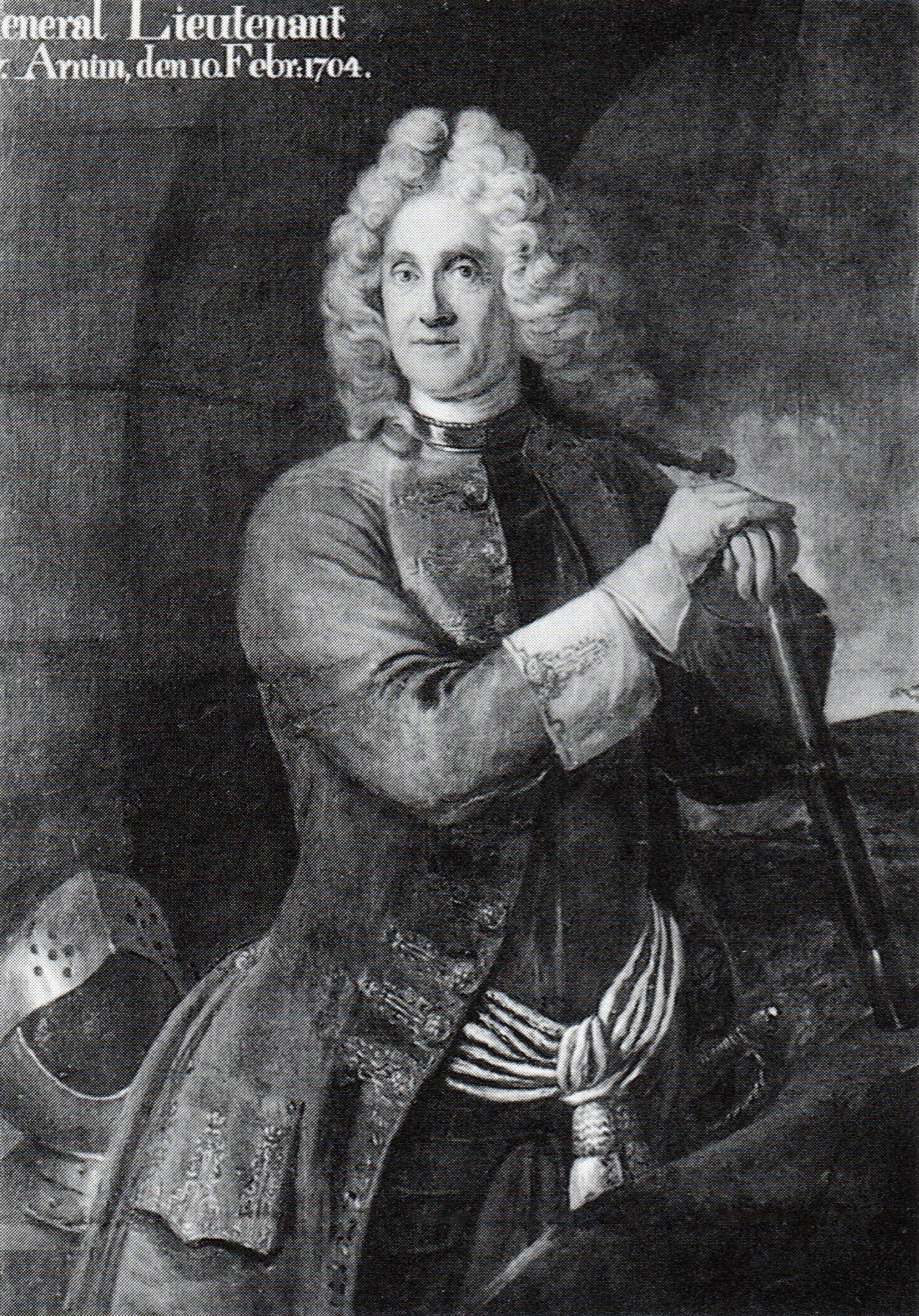
Georg Abrahman von Arnim en tant que lieutenant général, peinture à l'huile de 1714.

Georg Abraham von Arnim (né le 27 mars 1651 Boitzenburg et mort le 19 mai 1734 à Berlin) est un maréchal prussien, capitaine du district de Grüningen et seigneur héréditaire de Suckow, Stegelitz, Flieth, Zichow.

## Biographie

### Origine

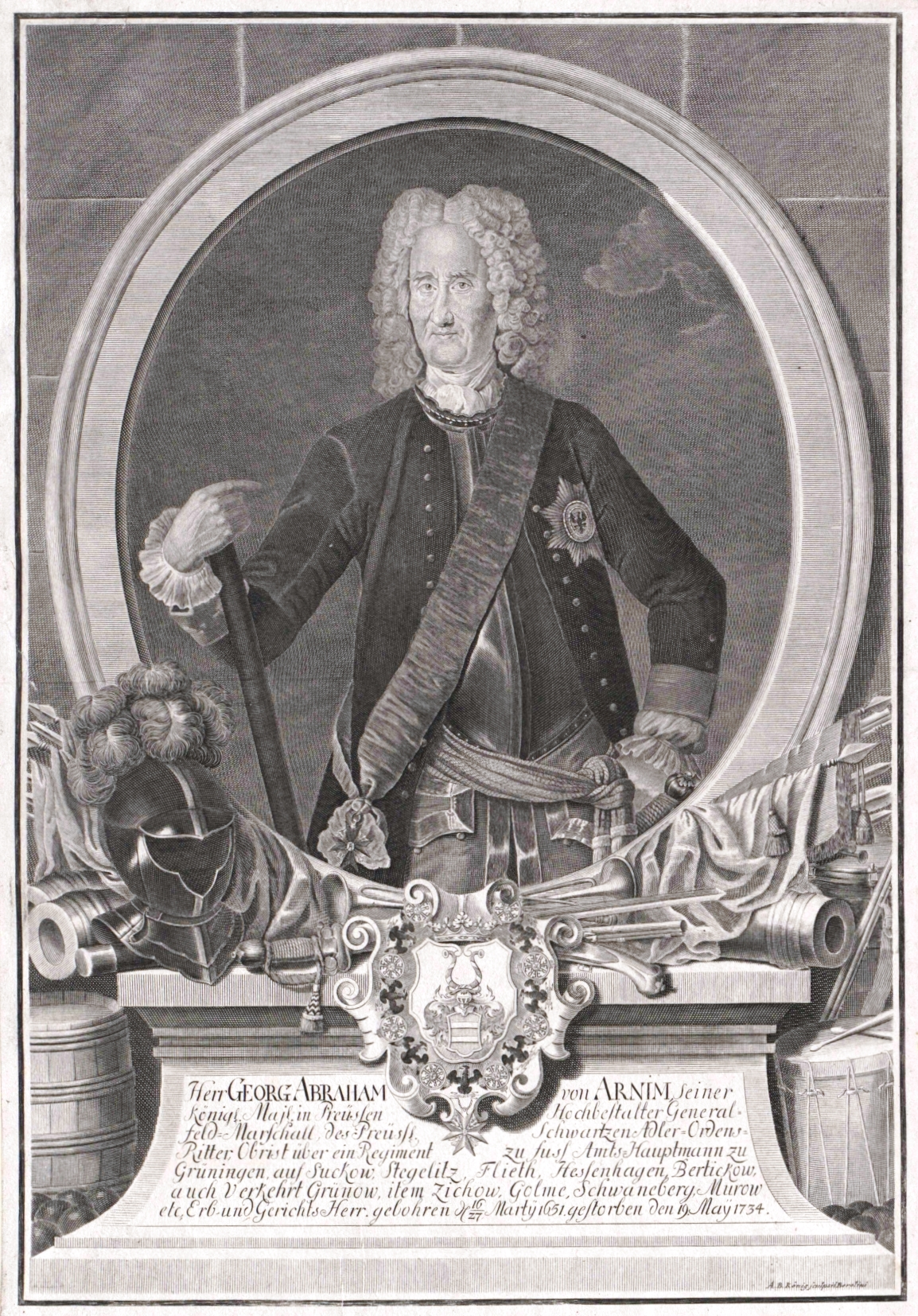
Georg Abraham von Arnim (1651-1734)

Ses parents sont George Wilhelm von Arnim (né en 1612 et mort le 26 décembre 1673) et sa femme Barbara Sabina, née von Hohendorff (de) (1620–1693) de la branche de Falkenhagen (de). Le colonel de cavalerie électoral brandebourgeois Jakob Dietlof von Arnim (de) est son frère.

### Carrière militaire
À l'âge de 16 ans, il quitte Boitzenburg et rejoint la Garde à pied de Frédéric-Guillaume, dans le régiment sous le commandement de Schlabrendorf. Après trois ans, Arnim cherche l'aventure et demande la permission de rejoindre l'armée de l'évêque Ernest-Auguste d'Osnabrück. L'autorisation est également accordée en 1671. Celui-ci est actuellement en conflit avec la ville de Brunswick et il devient ainsi enseigne dans le régiment "Degenfeld". Après la conquête de Brunswick, Arnim est de nouveau libéré. En 1672, il recrute des troupes que Frédéric-Guillaume veut envoyer en Hollande. Là, il devient lieutenant dans le régiment "von Götzen". En 1674, Arnim devient capitaine, combat dans l'armée impériale contre la France et participe au siège de Brisach. En 1674 éclate la guerre du Nord. Arnim participe à la bataille de Fehrbellin en 1675. En 1676, il fait partie des troupes qui occupent Wolgast et lors du siège d'Anklam, il est grièvement blessé au genou lors de la prise d'assaut de la forteresse.
Dès 1677, il participe au siège et à la conquête de Stettin, où il est blessé à l'épaule droite. En 1678, Arnim participe au débarquement de Rügen (de) et au siège de Stralsund qui suit. Le régiment "von Götzen" est laissé après la conquête de la ville avec Arnim, qui a entre-temps été promu major, en tant que garnison. Après l'accord de paix, il est transféré au régiment "von Schöning", qui est stationné à Magdebourg.
En 1686, Arnim se rend en Hongrie avec le régiment pour soutenir l'empereur. Là-bas, il participe au siège de Buda. Lors de l'assaut de la ville, il est grièvement blessé au bras gauche. Le prince électeur le nomme lieutenant-colonel et, après sa guérison, il revient à l'armée. En novembre 1688, il marche avec le régiment de la Garde (le régiment de Schöning y a été absorbé) vers la Saxe pour combattre les Français sous le commandement suprême du maréchal général von Flemming. En 1689, le régiment rejoignit l'armée principale de Brandebourg à Kaiserswerth pour soutenir le siège, puis il participe au siège de Bonn. Au camp d'hiver d'Aix-la-Chapelle, il est promu colonel et, en 1690, il devient commandant de Berlin.
Avec la guerre de la Ligue d'Augsbourg, Arnim rejoint l'armée du Brabant en 1692, où il combat à la bataille de Steinkerque en 1692 et à la bataille de Neerwinden en 1693. Le siège de Huy suit en 1694, suivi du siège de Namur en 1695. En 1695, il est promu général de division. Il est resté avec l'armée dans le Brabant jusqu'en 1697, date à laquelle la paix de Rijswijk est signée. Il retourna ensuite à Berlin, où il est encore commandant. En 1702, pendant la guerre de Succession d'Espagne, il est envoyé en Pologne avec l'armée du duc de Holstein-Beck. En 1704, Arnim est nommé lieutenant général et retourne à Berlin. En 1705, il reçoit le commandement suprême des troupes prussiennes pour la campagne du Rhin contre la France et est commandé par Louis de Bade jusqu'à la Moselle.
Après son retour en Prusse, Arnim devient le 2 février 1707 commandant du régiment personnel du roi nouvellement créé. En 1708, il succéda à Léopold d'Anhalt-Dessau comme commandant des troupes prussiennes en Italie. Après le traité d'Utrecht en 1713, le régiment reçoit le nom de "von Arnim". Lorsque la Grande guerre du Nord atteint le Brandebourg en 1715, lui et ses troupes assiègent Stralsund et Stettin. Le 23 mai 1715, le roi du camp près de Stettin le nomme général d'infanterie et le fait chevalier de l'ordre de l'Aigle noir. Arnim obtient le commandement suprême des troupes qui occupent Wollin et conquiert du 21 au 22 août Peenemünde.

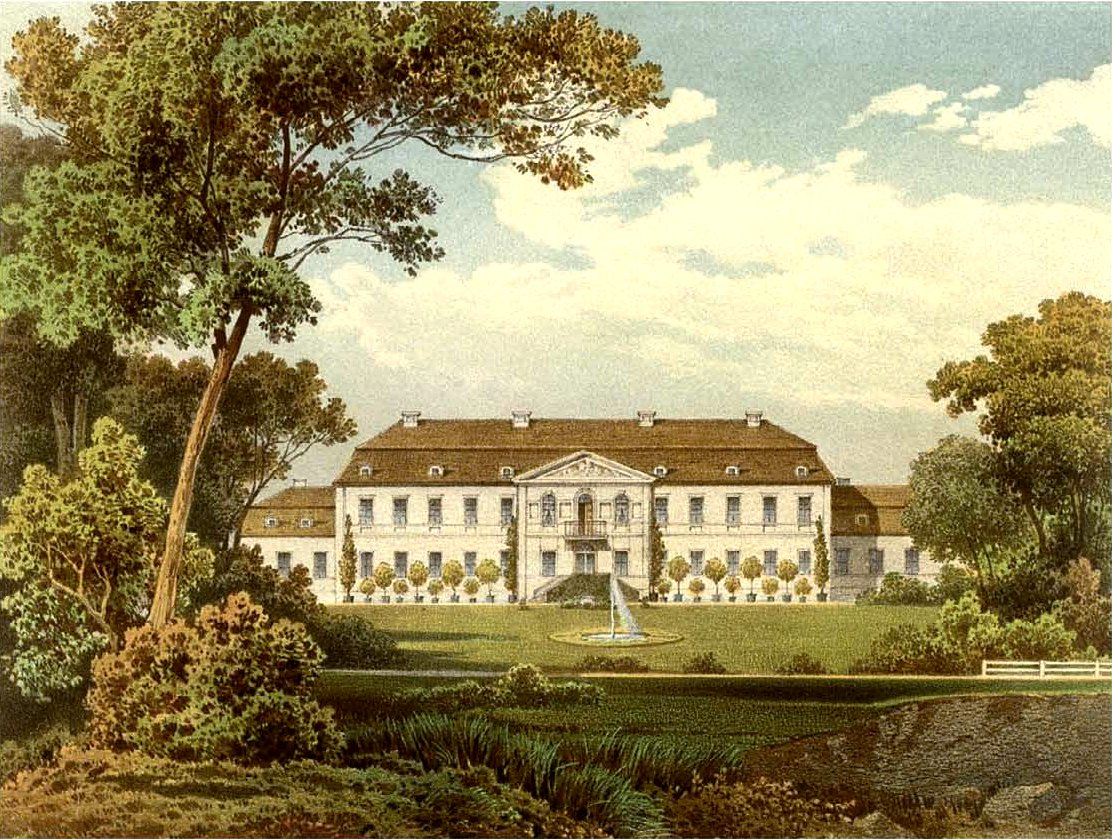
Manoir de Suckow vers 1860, Collection Alexander Duncker

Après la paix, il s'installe dans son domaine de Suckow, qu'il ne quitte désormais plus que rarement. Le 28 mai 1728, il est nommé maréchal général. Le maréchal âgé demande alors sa mise à la retraite, ce qui lui est accordé avec tous les honneurs par lettre du 21 septembre 1731. Il commence encore la construction d'un manoir baroque à Suckow, mais meurt le 1er mai 1734. Après sa mort, un grand cortège funèbre est organisé à Berlin. Il est lui-même enterré à Boitzenburg. Dans l'église du village de Stegelitz (de), un monument avec une statue en marbre grandeur nature rappelle son souvenir.

### Famille

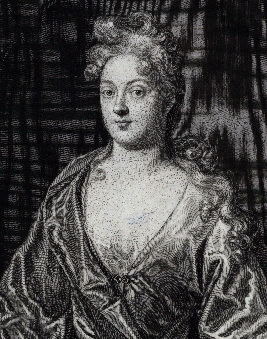
Anna Sophia von Arnim née von Pannewitz

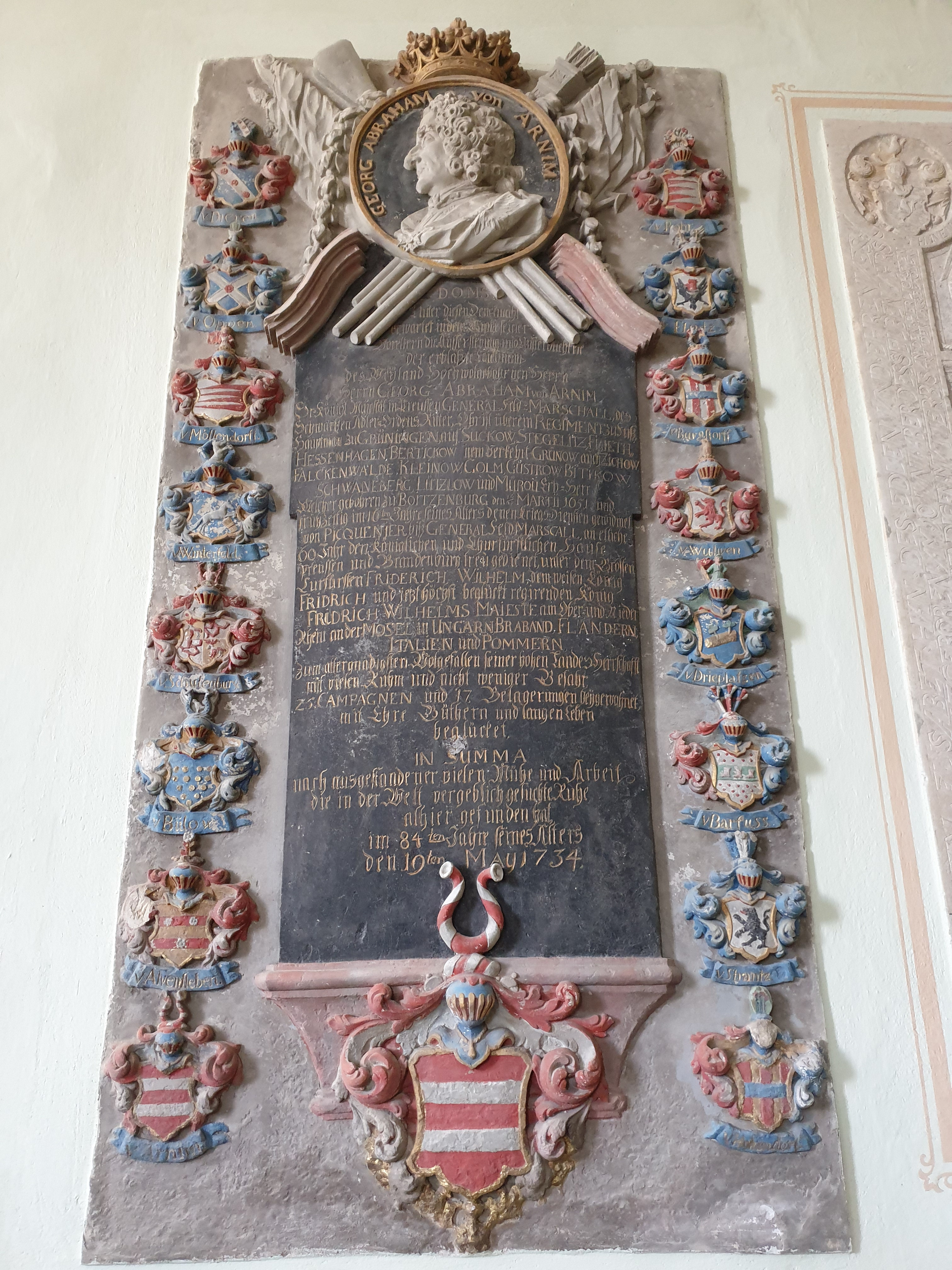
La tombe de Georg Abraham von Arnim dans l'église Saint-Marie auf dem Berge à Boitzenburg

Il est marié trois fois. Il se marie avec sa première femme le 13 décembre 1685, Anna Sophia Helena von Ohr (1669-1702), fille du chanoine de Magdebourg Johann Kaspar von Ohr. Le couple a trois fils, décédés vers 1700, et cinq filles, dont l'une est décédée jeune.
- George Caspar (né le 28 octobre 1694 et mort le 1er mars 1697)
- Albrecht Wilhelm (né le 19 mars 1696 et mort le 7 juillet 1700)
- Johann Bernd (né le 25 mai 1697 et mort le 26 juillet 1700)
- Helene Juliane mariée avec Friedrich Wilhelm von Pannewitz sur Sergen
- Wilhelmine Sophie (1687–1751) mariée en 1706 avec le colonel Wulf Christoph von Blanckensee (de) (1674–1717)
- Philippine Elisabeth (1690–1746) mariée avec Jacob Vivigenz von Arnim (1682–1748)
- Johanna Auguste (1700–1763) mariée en 1721 avec Friedrich von Bülow (de) (1698–1738) sur Schönberg

En 1704, il se marie avec sa seconde épouse, Anna Sophia von Pannewitz (1687-1713). Elle est la fille de l'Oberjägermeister Christian von Pannewitz. Le couple a les enfants suivants :
- Anna Sabine mariée avec Ernst Hartwig Gottlob von Legat (sur Strasbourg) (1692–1759 ?)
- Sophie Frederike mariée avec le général de division Rudolf Kurt Leberecht von Loeben (de) (1690-22 novembre 1746)

Sa troisième épouse est Charlotte Juliane von Loeben (de) (morte le 19 novembre 1747), fille du Generalleutnant Kurt Hildebrand von Loeben (de). Le mariage reste sans enfant. Sa femme est enterrée au cimetière de la garnison de Berlin.

### Ascendance

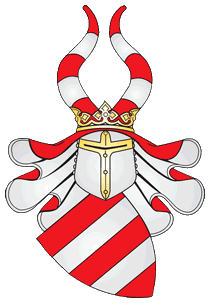
Armoiries de la famille von Arnim

|  |                                            |  |  |  |  |  |  |  |  |  |  |  |  |  |  |  |
|  | Jacob von Arnim (1503–1574)                |  |  |  |  |  |  |  |  |  |  |  |  |  |  |  |
|  |                                            |  |  |  |  |  |  |  |  |  |  |  |  |  |  |  |
|  |                                            |  |  |  |  |  |  |  |  |  |  |  |  |  |  |  |
|  | Jacob von Arnim (1564–1632)                |  |  |  |  |  |  |  |  |  |  |  |  |  |  |  |
|  |                                            |  |  |  |  |  |  |  |  |  |  |  |  |  |  |  |
|  |                                            |  |  |  |  |  |  |  |  |  |  |  |  |  |  |  |
|  | Sophie von Bülow (??–1574)                 |  |  |  |  |  |  |  |  |  |  |  |  |  |  |  |
|  |                                            |  |  |  |  |  |  |  |  |  |  |  |  |  |  |  |
|  |                                            |  |  |  |  |  |  |  |  |  |  |  |  |  |  |  |
|  | Georg Wilhelm von Arnim (1612–1673)        |  |  |  |  |  |  |  |  |  |  |  |  |  |  |  |
|  |                                            |  |  |  |  |  |  |  |  |  |  |  |  |  |  |  |
|  |                                            |  |  |  |  |  |  |  |  |  |  |  |  |  |  |  |
|  | Dietloff von Winterfeld (1527–1611)        |  |  |  |  |  |  |  |  |  |  |  |  |  |  |  |
|  |                                            |  |  |  |  |  |  |  |  |  |  |  |  |  |  |  |
|  |                                            |  |  |  |  |  |  |  |  |  |  |  |  |  |  |  |
|  | Anna Maria von Winterfeld (de) (1588–1635) |  |  |  |  |  |  |  |  |  |  |  |  |  |  |  |
|  |                                            |  |  |  |  |  |  |  |  |  |  |  |  |  |  |  |
|  |                                            |  |  |  |  |  |  |  |  |  |  |  |  |  |  |  |
|  | Maria von Oppen (1555–1618)                |  |  |  |  |  |  |  |  |  |  |  |  |  |  |  |
|  |                                            |  |  |  |  |  |  |  |  |  |  |  |  |  |  |  |
|  |                                            |  |  |  |  |  |  |  |  |  |  |  |  |  |  |  |
|  | Georg Abraham von Arnim (1651–1734)        |  |  |  |  |  |  |  |  |  |  |  |  |  |  |  |
|  |                                            |  |  |  |  |  |  |  |  |  |  |  |  |  |  |  |
|  |                                            |  |  |  |  |  |  |  |  |  |  |  |  |  |  |  |
|  | Georg Albrecht von Hohendorff (??–1620)    |  |  |  |  |  |  |  |  |  |  |  |  |  |  |  |
|  |                                            |  |  |  |  |  |  |  |  |  |  |  |  |  |  |  |
|  |                                            |  |  |  |  |  |  |  |  |  |  |  |  |  |  |  |
|  | Abraham von Hohendorff (??–ca. 1645)       |  |  |  |  |  |  |  |  |  |  |  |  |  |  |  |
|  |                                            |  |  |  |  |  |  |  |  |  |  |  |  |  |  |  |
|  |                                            |  |  |  |  |  |  |  |  |  |  |  |  |  |  |  |
|  | Anna (Metta) von Barfuss (??–??)           |  |  |  |  |  |  |  |  |  |  |  |  |  |  |  |
|  |                                            |  |  |  |  |  |  |  |  |  |  |  |  |  |  |  |
|  |                                            |  |  |  |  |  |  |  |  |  |  |  |  |  |  |  |
|  | Barbara Sabina von Hohendorff (1620–1693)  |  |  |  |  |  |  |  |  |  |  |  |  |  |  |  |
|  |                                            |  |  |  |  |  |  |  |  |  |  |  |  |  |  |  |
|  |                                            |  |  |  |  |  |  |  |  |  |  |  |  |  |  |  |
|  | Jost von Wulffen (1544–1612)               |  |  |  |  |  |  |  |  |  |  |  |  |  |  |  |
|  |                                            |  |  |  |  |  |  |  |  |  |  |  |  |  |  |  |
|  |                                            |  |  |  |  |  |  |  |  |  |  |  |  |  |  |  |
|  | Barbara von Wulffen (1585–1619)            |  |  |  |  |  |  |  |  |  |  |  |  |  |  |  |
|  |                                            |  |  |  |  |  |  |  |  |  |  |  |  |  |  |  |
|  |                                            |  |  |  |  |  |  |  |  |  |  |  |  |  |  |  |
|  | Sabina von Flanss (de) (??–1587)           |  |  |  |  |  |  |  |  |  |  |  |  |  |  |  |
|  |                                            |  |  |  |  |  |  |  |  |  |  |  |  |  |  |  |
|  |                                            |  |  |  |  |  |  |  |  |  |  |  |  |  |  |  |